# 一番町 (千代田区)
一番町（いちばんちょう）は、東京都千代田区の町名。麹町地域に当たる。「丁目」の設定のない単独町名である。住居表示未実施地域。「番町」地区の一つ。

## 地理
皇居の西側・麹町地域に位置する。また、一番町から六番町までで「番町」と一括りにされることがある。吹上御所とは半蔵濠、内堀通りをはさんだ位置にある。東端にはイギリス大使館が置かれる。半蔵濠を望む堤は千鳥ヶ淵公園となっており、桜の名所でもある。
行政施設・機関などが立地するが、その他のほとんどの町域は西側に位置する二番町にかけて跨るマンション街となっている。

### 地価
住宅地の地価は、2025年（令和7年）1月1日の公示地価によれば、一番町16番3の地点で374万円/m2となっている。

## 歴史
江戸時代の旗本のうち、将軍を直接警護するものを大番組と呼び、大番組の住所があったことから番町と呼ばれた。大番組は設立当初、一番組から六番組まであり、これが現在も一番町から六番町に引き継がれている。現在の一番町は、旧五番町全域と上二番町全域、および元園町一丁目の北部を併合して、1938年8月1日に(新)一番町として改編・成立した。

## 世帯数と人口
2025年（令和7年）3月1日現在（千代田区発表）の世帯数と人口は以下の通りである。
- 世帯数 : 1,827世帯
- 人口 : 4,110人

### 人口の変遷
国勢調査による人口の推移。
| 年                 | 人口  |
| ------------------ | ----- |
| 1995年（平成7年）  | 2,178 |
| 2000年（平成12年） | 2,552 |
| 2005年（平成17年） | 2,827 |
| 2010年（平成22年） | 2,996 |
| 2015年（平成27年） | 3,522 |
| 2020年（令和2年）  | 3,965 |

### 世帯数の変遷
国勢調査による世帯数の推移。
| 年                 | 世帯数 |
| ------------------ | ------ |
| 1995年（平成7年）  | 880    |
| 2000年（平成12年） | 1,099  |
| 2005年（平成17年） | 1,233  |
| 2010年（平成22年） | 1,326  |
| 2015年（平成27年） | 1,668  |
| 2020年（令和2年）  | 1,697  |

## 学区
区立小・中学校に通う場合、学区は以下の通りとなる（2017年8月現在）。なお、千代田区の中学校では学校選択制度を導入しており、区内全域から選択することが可能。
- 区域 : 全域
  - 小学校 : 千代田区立麹町小学校
  - 中学校 : 千代田区立麹町中学校 または 千代田区立神田一橋中学校

## 交通
鉄道
- 東京メトロ半蔵門線 ○半蔵門駅 - 出入口が設けられている。（所在地：麹町）

道路
- 内堀通り

## 事業所
2021年（令和3年）現在の経済センサス調査による事業所数と従業員数は以下の通りである。
| 町丁   | 事業所数  | 従業員数 |
| ------ | --------- | -------- |
| 一番町 | 454事業所 | 9,197人  |

### 事業者数の変遷
経済センサスによる事業所数の推移。
| 年                 | 事業者数 |
| ------------------ | -------- |
| 2016年（平成28年） | 341      |
| 2021年（令和3年）  | 454      |

### 従業員数の変遷
経済センサスによる従業員数の推移。
| 年                 | 従業員数 |
| ------------------ | -------- |
| 2016年（平成28年） | 7,107    |
| 2021年（令和3年）  | 9,197    |

## 施設
- 全国町村議員会館（地方自治情報センター）
- イギリス大使館
- パラグアイ大使館
- 女子学院中学校・高等学校
- 錢高組本社（登記上の本店は大阪市西区）
- 宝島社 - 本社所在地
- 日本カメラ博物館

## 出身・ゆかりのある人物
- 鎌田勝太郎（香川県の資産家、醤油醸造家、衆議院議員、貴族院議員） - 別邸が一番町にあった[17]。
- 宮本央（東京府多額納税者[18]、貸金業、地主・家主） - 住所は東京市麹町区元園町1丁目[19]、上二番町[20]（現・東京都千代田区一番町）。
- 宮本安蔵（判事） - 宮本央の四男[19]。

## その他

### 日本郵便
- 郵便番号 : 102-0082[4]（集配局 : 麹町郵便局[21]）。